# Пандикар Амин Мулиа
Пандикар Амин Мулиа (малайск. Pandikar Amin Mulia; род. в 1953 году) — малайзийский  политик, член партии Малайская национальная организация и Спикер Палаты представителей,  нижней палаты Парламента Малайзии. 
В 1986—1988 годах был спикером Законодательного собрания Сабаха. До 2008 года занимал пост министра в Департаменте Премьер-министра Малайзии. 
После всеобщих выборов 2008 года назначен правящей правительственной коалицией Национальный фронт (Малайзия)  спикером, заменив на этом посту Рамли Нга Талиба. 12-й парламент стал впервые полностью под председательством выходцев из Восточной Малайзии: Пандикар и его заместители, Ван  Джунайди Туанку Джафар и Рональд Кианди, родом из  Сабахa и Саравакa.
Став спикером парламента, Пандикар ушел в отставку с поста  главы городского отделения партии Малайская национальная организация в городе Кота-Маруду, ссылаясь на необходимость быть нейтральным  председательствующим чиновником. Он отрицал, его отставка связана с возможной сменой партийного членства, имеющего место среди депутатов из восточной Малайзии  .